# Гута (Івано-Франківська область)
Гу́та — село в Україні, у Солотвинській громаді Івано-Франківської області. Розташоване в долині річки Бистриці Солотвинської, за 34 км від районного центру, за 36 км від найближчої залізничної станції Надвірна. Через село проходить автомагістраль.

## Географія
В околицях села розташований Національний природний парк «Синьогора» і заповідне урочище «Бистрий».
У селі потік Чорний впадає у річку Бистрицю Солотвинську.

## Історія
Село було присілком села Пороги. Стало адміністративно самостійним в 1930-х роках. Першим головою сільської ради села Гута був Д. Лешко.
Станом на 1971 рік в селі мешкало 662 особи. Тут розміщувались Межиріцьке, Гутівське та Сивульське лісництва, лісопункт Солотвинського лісокомбінату.
Село стало відомим завдяки будівництву Кирпою за кошти Укрзалізниці палацу Кучмі для відпочинку в Карпатах.

## Населення

### Мова
Розподіл населення за рідною мовою за даними :
| Мова       | Кількість | Відсоток |
| ---------- | --------- | -------- |
| українська | 733       | 99.32%   |
| російська  | 5         | 0.68%    |
| Усього     | 738       | 100%     |

## Галерея

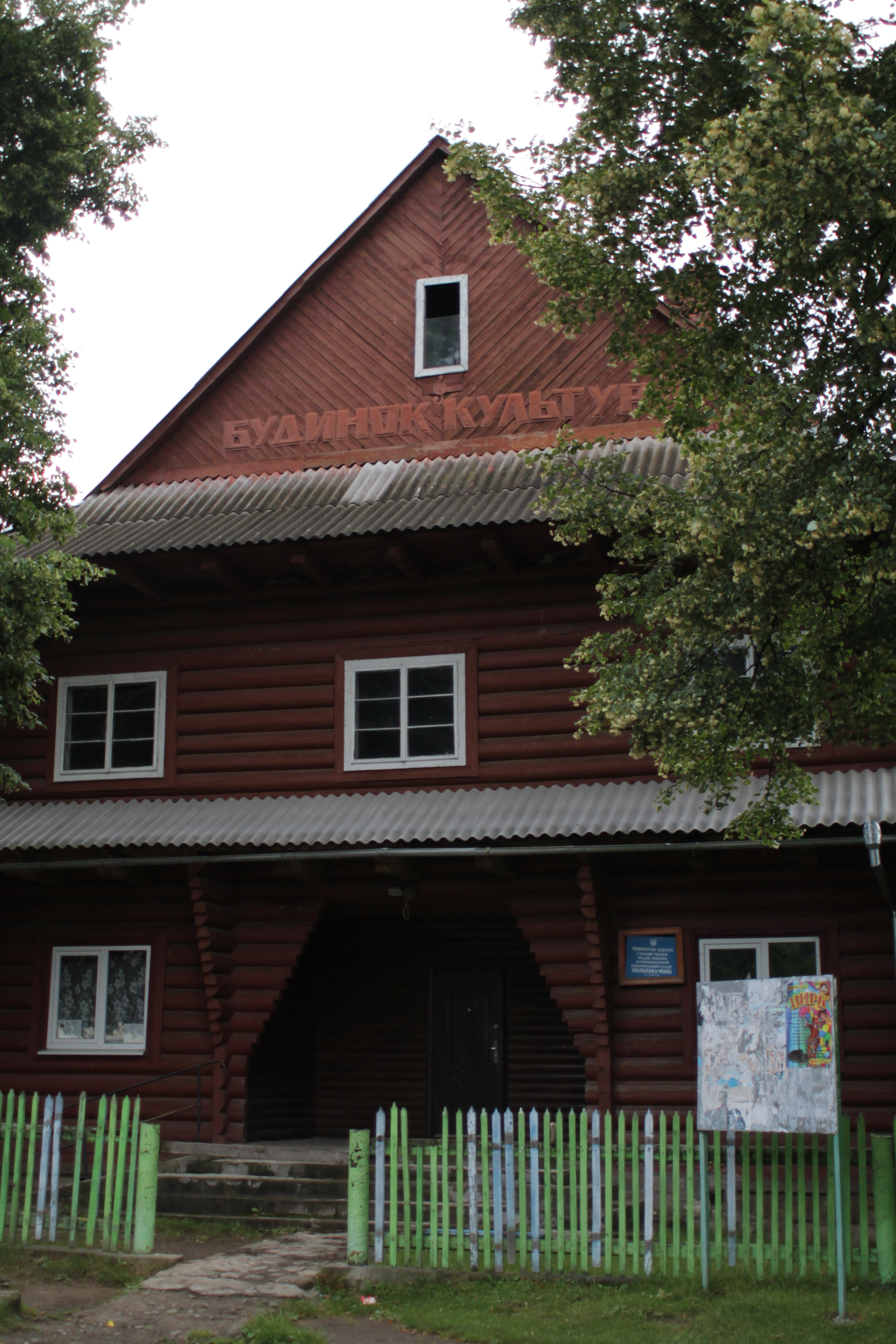
Будинок культури
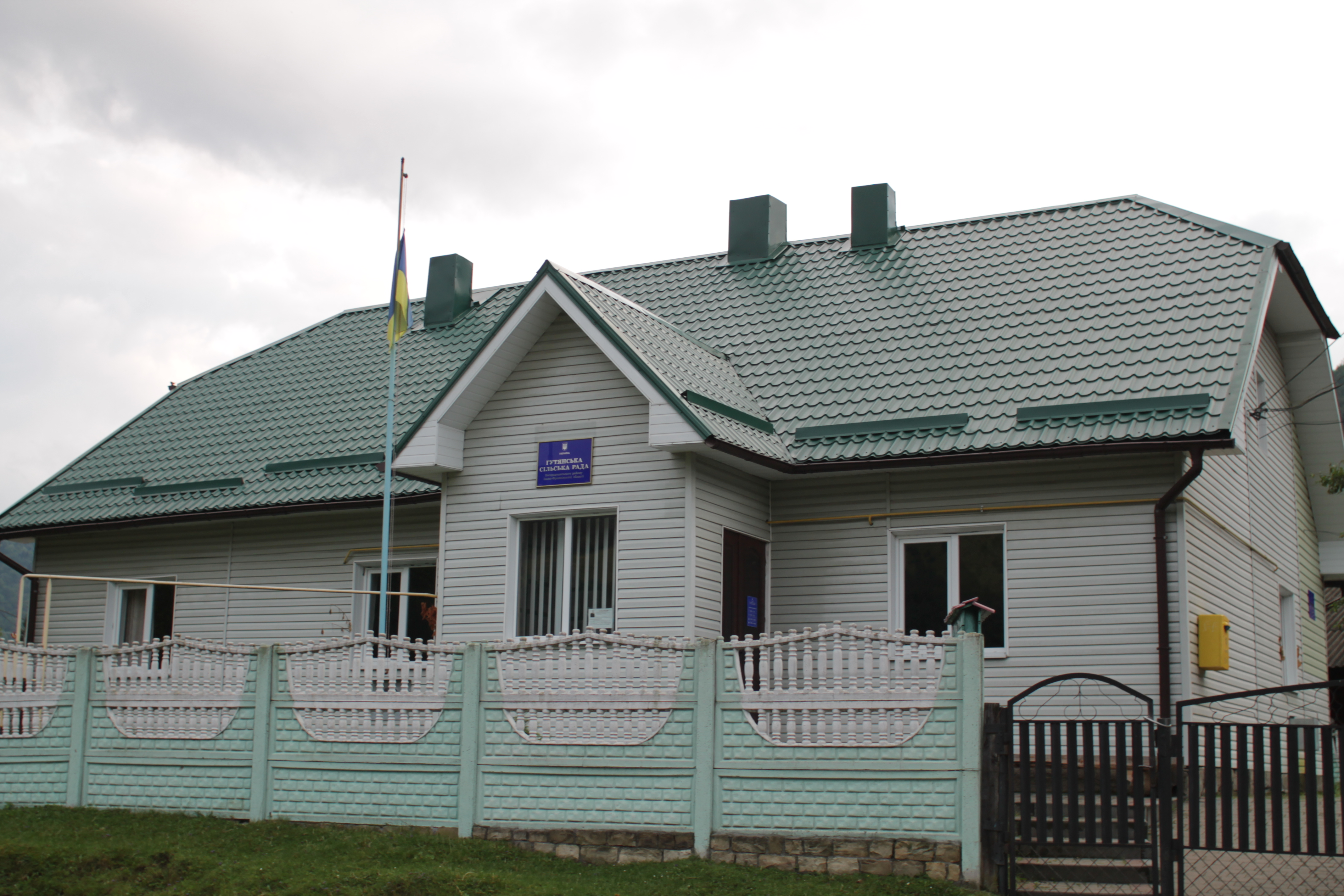
Гутянська сільська рада
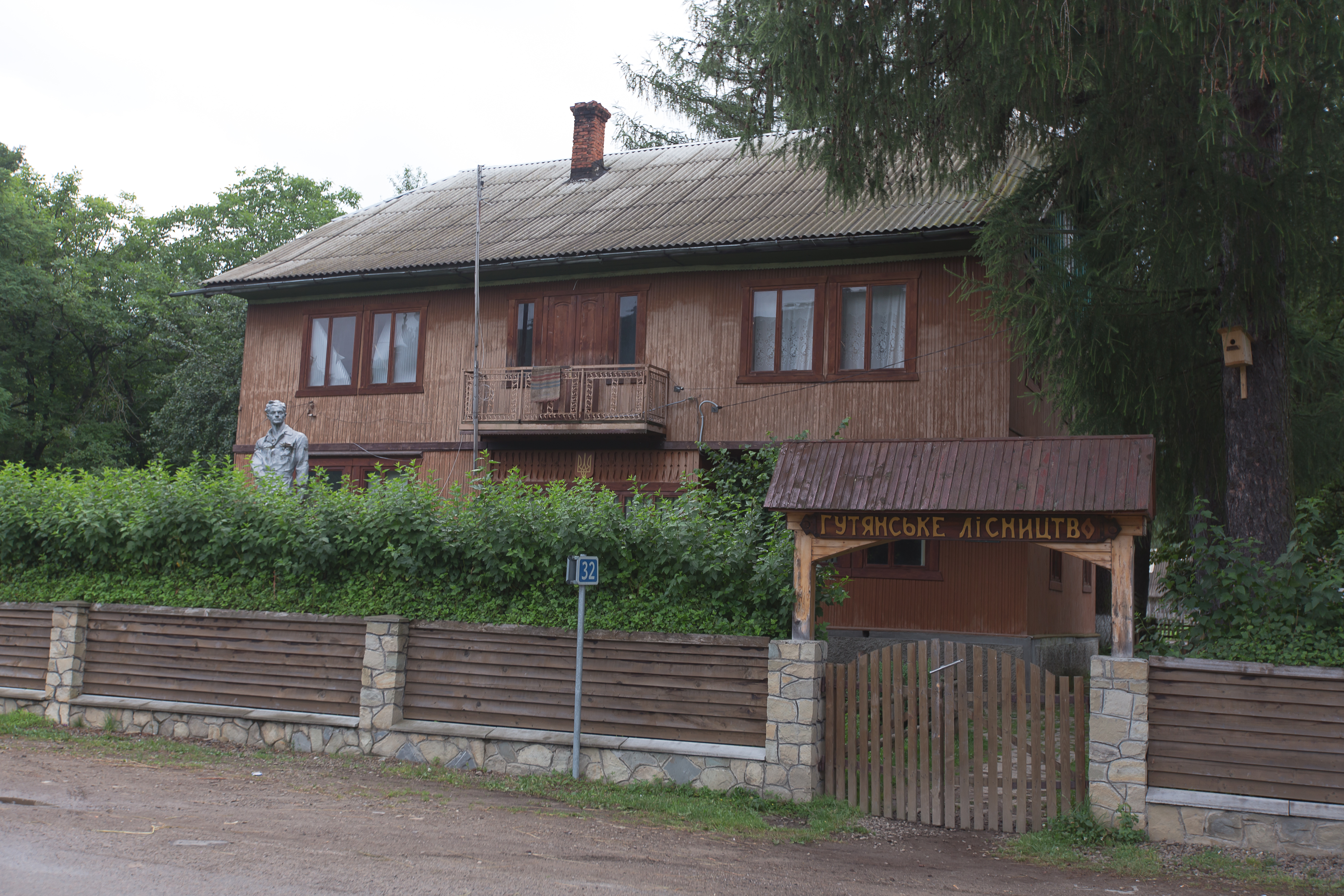
Гутянське лісництво

## Постаті
- Фуфалько Василь Михайлович (1993) — старший сержант Збройних сил України, учасник російсько-української війни.

## Дивіться
- Синьогора (гірськолижний курорт)